# Бейнеуов, Нурсеит
Нурсеит Бейнеуов (1872 год — 1953 год) — старший табунщик колхоза «Орпа» Мангистауского района Гурьевской области, Казахская ССР. Герой Социалистического Труда (1948).

## Биография
С 1930 года трудился верблюдоводом в колхозе «Орпа» Мангистауского района.
В годы Великой Отечественной войны трудился старшим табунщиком в этом же колхозе. Занимался выращиванием лошадей адаевской породы.
В послевоенные годы ежегодно полностью сохранял поголовье молодняка. В 1947 году вырастил 57 жеребёнка от 57 кобыл. Указом Президиума Верховного Совета СССР от 23 июля 1948 года «за получение высокой продуктивности животноводства в 1947 году» удостоен звания Героя Социалистического Труда с вручением ордена Ленина и золотой медали «Серп и Молот».
Скончался в 1953 году.